# Peixotoa magnifica
Peixotoa magnifica är en tvåhjärtbladig växtart som beskrevs av C. Anderson. Peixotoa magnifica ingår i släktet Peixotoa och familjen Malpighiaceae. Inga underarter finns listade i Catalogue of Life.